# Espacio coordenado real

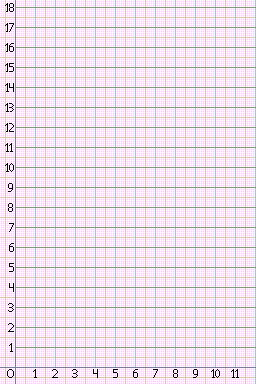
Estructura del producto cartesiano R^{2} en coordenadas cartesianas de pares ordenados (x, y). Las líneas azules indican coordenadas cartesianas, las líneas verdes horizontales son números enteros y, las líneas cian verticales son números enteros x, las líneas marrón-naranja muestran números semienteros x o y, el magenta muestra submúltiplos del sistema de numeración decimal (se ve mejor con aumento)

En matemáticas, un espacio coordenado real o espacio de coordenadas reales de dimensión n, escrito Rn o {\displaystyle \mathbb {R} ^{n}}, es un espacio vectorial sobre los números reales. Esto significa que es el conjunto de las n-tuplas formadas por números reales (secuencias de n números reales). Con la suma de componentes y la multiplicación escalar, es un espacio vectorial.
Normalmente, las coordenadas cartesianas de los elementos de un espacio euclídeo forman un espacio de coordenadas reales. Esto explica el nombre de "espacio de coordenadas" y el hecho de que los términos geométricos se utilizan a menudo cuando se trabaja en ellos. Por ejemplo, R2 es un plano.
Los espacios de coordenadas se utilizan mucho en geometría y física, ya que sus elementos permiten ubicar puntos en espacios euclídeos y calcular con ellos.

## Definición y estructuras
Para cualquier número natural n, el conjunto Rn consta de todas las n-tuplas de números reales (R). Se le denomina "espacio real n-dimensional" o el "n-espacio real".
Por lo tanto, un elemento de Rn es una n-tupla , y se escribe
{\displaystyle (x_{1},x_{2},\ldots ,x_{n})}
donde cada xi es un número real. Entonces, en cálculo multivariable, el dominio de una función multivariable real y el codominio de una función vectorial valuada real son subconjuntos de Rn para algunos n.
El espacio n-real tiene varias propiedades más, en particular:
- Con la adición de componentes y la multiplicación escalar, es un espacio vectorial. Cada espacio vectorial real de dimensión n es isomorfo a él.
- Con el producto escalar (suma del producto término a término de las componentes), es un espacio prehilbertiano. Cada espacio con producto interno real n-dimensional es isomorfo a él.
- Como todo espacio con producto interno, es un espacio topológico y un espacio vectorial topológico.
- Es un espacio euclídeo y un espacio afín real, y cada espacio euclidiano o afín es isomorfo a él.
- Es una variedad analítica y puede considerarse como el prototipo de todas las variedades, ya que, por definición, una variedad es, cerca de cada punto, isomorfa a un conjunto abierto de Rn.
- Es una variedad algebraica, y cada variedad algebraica real es un subconjunto de Rn.

Estas propiedades y estructuras de Rn lo hacen fundamental en casi todas las áreas de las matemáticas y sus dominios de aplicación, como estadística, teoría de la probabilidad y muchas partes de la física.

## Dominio de una función de múltiples variables
Cualquier función f(x1, x2, …, xn) de n variables reales se puede considerar como una función en Rn (es decir, con Rn como su dominio). El uso del espacio n real, en lugar de varias variables consideradas por separado, puede simplificar la notación y sugerir definiciones razonables. Considérese, para n = 2, una función compuesta de la siguiente forma:
{\displaystyle F(t)=f(g_{1}(t),g_{2}(t)),}
donde las funciones g1 y g2 son continuas. Si
∀x1 ∈ R : f(x1, ·) es continua (por x2)
∀x2 ∈ R : f(·, x2) es continua (por x1)
entonces F no es necesariamente continua. La continuidad es una condición más fuerte: la continuidad de f en la topología natural R2 (analizada más abajo), también llamada continuidad multivariable, que es suficiente para la continuidad de la composición F.

## Espacio vectorial
El espacio de coordenadas Rn forma un espacio vectorial n dimensional sobre el cuerpo de números reales con la adición de la estructura de linealidad, y a menudo todavía se denota como Rn. Las operaciones en Rn como un espacio vectorial se definen típicamente por
{\displaystyle \mathbf {x} +\mathbf {y} =(x_{1}+y_{1},x_{2}+y_{2},\ldots ,x_{n}+y_{n})}
{\displaystyle \alpha \mathbf {x} =(\alpha x_{1},\alpha x_{2},\ldots ,\alpha x_{n}).}
El vector cero viene dado por
{\displaystyle \mathbf {0} =(0,0,\ldots ,0)}
y el opuesto del vector x viene dado por
{\displaystyle -\mathbf {x} =(-x_{1},-x_{2},\ldots ,-x_{n}).}
Esta estructura es importante, porque cualquier espacio vectorial real de dimensión n es isomorfo al espacio vectorial Rn.

### Notación matricial
En la notación estándar matricial, cada elemento de Rn se escribe típicamente como un vector columna
{\displaystyle \mathbf {x} ={\begin{bmatrix}x_{1}\\x_{2}\\\vdots \\x_{n}\end{bmatrix}}}
y a veces como un vector fila:
{\displaystyle \mathbf {x} ={\begin{bmatrix}x_{1}&x_{2}&\cdots &x_{n}\end{bmatrix}}.}
El espacio de coordenadas Rn puede interpretarse entonces como el espacio de todos los n × 1 vectores columna, o todos los 1 × n vectores fila con las operaciones matriciales ordinarias de suma y multiplicación escalar.
Las aplicaciones lineales de Rn a Rm pueden escribirse como matrices m × n que actúan sobre los elementos de Rn mediante la multiplicación por la izquierda (cuando los elementos de Rn son vectores columna) y sobre los elementos de Rm mediante la multiplicación por la derecha (cuando son vectores fila). La fórmula para la multiplicación por la izquierda, un caso especial de multiplicación de matrices, es:
{\displaystyle (A{\mathbf {x} })_{k}=\sum \limits _{l=1}^{n}A_{kl}x_{l}}
Cualquier transformación lineal es un función continua (véase más adelante). Además, una matriz define una aplicación abierta de Rn a Rm si y solo si el rango de la matriz es igual a m.

### Base estándar
El espacio de coordenadas Rn está asociado con una base de vectores estándar:
{\displaystyle {\begin{aligned}\mathbf {e} _{1}&=(1,0,\ldots ,0)\\\mathbf {e} _{2}&=(0,1,\ldots ,0)\\&{}\;\;\vdots \\\mathbf {e} _{n}&=(0,0,\ldots ,1)\end{aligned}}}
Para ver que forman una base, basta con tener en cuenta que un vector arbitrario en Rn se puede escribir de manera única en la forma
{\displaystyle \mathbf {x} =\sum _{i=1}^{n}x_{i}\mathbf {e} _{i}.}

## Propiedades geométricas y usos

### Orientación
El hecho de que los números reales, a diferencia de muchos otros cuerpos, constituyen un cuerpo ordenado, produce una estructura orientada en Rn. Cualquier aplicación lineal de rango completo de Rn sobre sí mismo conserva o invierte la orientación del espacio dependiendo del signo del determinante de su matriz. Si se permutan las coordenadas (o, en otras palabras, los elementos de la base), la orientación resultante dependerá de la paridad de la permutación.
Los difeomorfismos de Rn o sobre sus dominios, por su virtud de evitar jacobianos nulos, también se clasifican según la conservación de la orientación o el cambio a la orientación inversa. Tiene importantes consecuencias para la teoría de formas diferenciales, cuyas aplicaciones incluyen el electromagnetismo.
Otra manifestación de esta estructura es que la reflexión de un punto de Rn tiene diferentes propiedades dependiendo de la paridad de n. Para n par conserva la orientación, mientras que para n impar se invierte (véase también rotación impropia).

### Espacio afín
Rn entendido como espacio afín es el mismo espacio en el que Rn actúa como un espacio vectorial mediante traslaciones. Por el contrario, un vector debe entenderse como una "diferencia entre dos puntos", generalmente ilustrada por un segmento dirigido que conecta dos puntos. La distinción dice que no hay opción canónica acerca de dónde debe localizarse el origen de coordenadas en un n-espacio afín, porque se puede trasladar a cualquier lugar sin alterar sus propiedades.

### Convexidad

El n-simplex (véase más adelante) es el conjunto convexo estándar, que se asigna a todos los politopos, y es la intersección del hiperplano afín estándar (n + 1) (espacio afín estándar) y del ortante estándar (n + 1) (cono estándar)

En un espacio vectorial real, como Rn, se puede definir un cono convexo, que contiene todas las combinaciones lineales "no negativas" de sus vectores. El concepto correspondiente en un espacio afín es el de convexidad, que permite solo combinaciones covexas (combinaciones lineales no negativas que suman 1).
En el lenguaje del álgebra universal, un espacio vectorial es un álgebra sobre el espacio vectorial universal R∞ de secuencias finitas de coeficientes, correspondientes a sumas finitas de vectores, mientras que un espacio afín es un álgebra sobre el hiperplano afín universal en este espacio (de secuencias finitas sumando 1), un cono es un álgebra sobre el ortante universal (de secuencias finitas de números no negativos), y un conjunto convexo es un álgebra sobre el símplex universal (de secuencias finitas de números no negativos que suman 1). Esto geometriza los axiomas en términos de "sumas con (posibles) restricciones en las coordenadas".
Otro concepto del análisis convexo es el de una función convexa de Rn sobre los números reales, que se define mediante una desigualdad entre su valor en una combinación convexa de puntos y la suma de valores en aquellos puntos con los mismos coeficientes.

### Espacio euclídeo
El producto escalar
{\displaystyle \mathbf {x} \cdot \mathbf {y} =\sum _{i=1}^{n}x_{i}y_{i}=x_{1}y_{1}+x_{2}y_{2}+\cdots +x_{n}y_{n}}
define la norma | x | = √x ⋅ x en el espacio vectorial Rn. Si cada vector tiene su norma euclídea, entonces para cualquier par de puntos se define la distancia
{\displaystyle d(\mathbf {x} ,\mathbf {y} )=\|\mathbf {x} -\mathbf {y} \|={\sqrt {\sum _{i=1}^{n}(x_{i}-y_{i})^{2}}}}
proporcionando una estructura de espacio métrico en Rn además de su estructura afín.
En cuanto a la estructura del espacio vectorial, generalmente se supone que el producto escalar y la distancia euclidea existen en Rn sin explicaciones especiales. Sin embargo, el n-espacio real y un n-espacio euclidiano son objetos distintos, estrictamente hablando. Cualquier n-espacio euclídeo tiene un sistema de coordenadas donde el producto escalar y la distancia euclídea tienen la forma que se muestra arriba, llamada cartesiana. Pero hay "muchos" sistemas de coordenadas cartesianos en un espacio euclídeo.
Por el contrario, la fórmula anterior para la métrica euclídea define la estructura euclídea "estándar" en Rn, pero no es la única posible. En realidad, cualquier forma bilineal definida q establece su propia "distancia" √q(x − y), pero no es muy diferente de la euclídea en el sentido de que
{\displaystyle \exists C_{1}>0,\ \exists C_{2}>0,\ \forall \mathbf {x} ,\mathbf {y} \in \mathbb {R} ^{n}:C_{1}d(\mathbf {x} ,\mathbf {y} )\leq {\sqrt {q(\mathbf {x} -\mathbf {y} )}}\leq C_{2}d(\mathbf {x} ,\mathbf {y} ).}
Tal cambio de la métrica conserva algunas de sus propiedades, por ejemplo, la propiedad de ser un espacio métrico completo.
Esto también implica que cualquier transformación lineal de rango completo de Rn, o su transformación afín, no aumenta las distancias más que en algunos C2 fijos, y no hace que las distancias sean más pequeñas que 1 ∕ C1 veces, es decir, un número finito fijo de veces más pequeñas.
La equivalencia mencionada anteriormente de funciones métricas sigue siendo válida si √q(x − y) se reemplaza por M(x − y), donde M es cualquier función homogénea convexa positiva de grado 1, es decir, una norma vectorial (consúltese la distancia de Minkowski para ver ejemplos útiles). Debido a este hecho de que cualquier métrica "natural" en Rn no es especialmente diferente de la métrica euclídea, Rn no siempre se distingue de un espacio n euclídeo incluso en trabajos matemáticos profesionales.

### En geometría algebraica y diferencial
Aunque la definición de una variedad no requiere que su espacio modelo sea Rn, esta opción es la más común y casi exclusiva en geometría diferencial.
Por otro lado, los teoremas de inclusión de Whitney afirman que cualquier variedad m-dimensional diferenciable real puede ser encajada en R2m.

### Otras estructuras relacionadas
Otras estructuras consideradas en Rn incluyen el espacio pseudo-euclídeo, la topología simpléctica (incluso n) y la estructura de contacto (con n impar). Todas estas estructuras, aunque pueden definirse sin coordenadas, admiten formas estándar (y razonablemente simples) en coordenadas.
Rn es también un subespacio vectorial real de Cn que es invariante a la conjugación; véase también complejificación.

### Politopos en Rn
Hay tres familias de politopos que tienen representaciones simples en espacios Rn, para cualquier n, y se pueden usar para visualizar cualquier sistema de coordenadas afines en un espacio n real. Los vértices de un hipercubo tienen coordenadas (x1, x2, …, xn) donde cada xk toma uno de solo dos valores, generalmente 0 o 1. Sin embargo, se pueden elegir dos números cualesquiera en lugar de 0 y 1, por ejemplo −1 y 1. Se puede pensar en un n hipercubo como en el producto cartesiano de n intervalos idénticos (como el intervalo unidad [0,1]) en la recta real. Como un subconjunto dimensional n, se puede describir con un sistema de 2n desigualdades:
| {\displaystyle \displaystyle {\begin{matrix}0\leq x_{1}\leq 1\\\vdots \\0\leq x_{n}\leq 1\end{matrix}}} (para [0,1]) | {\displaystyle \displaystyle {\begin{matrix}\|x_{1}\|\leq 1\\\vdots \\\|x_{n}\|\leq 1\end{matrix}}} (para [-1,1]) |

Cada vértice del politopo de cruce tiene, para algunos k, la coordenada xk igual a ±1 y todas las demás coordenadas iguales a 0 (tal que es el k-ésimo vector de la base estándar incluido su signo). Se obtiene un poliedro conjugado del hipercubo. Como un subconjunto de n dimensiones, se puede describir con una única desigualdad que utiliza la operación valor absoluto:
{\displaystyle \sum \limits _{k=1}^{n}|x_{k}|\leq 1\,,}
pero esto también se puede expresar con un sistema de 2n desigualdades lineales.
El tercer politopo con coordenadas simplemente enumerables es el símplex, cuyos vértices son los vectores base estándar n y el origen (0, 0, …, 0). Como un subconjunto n dimensional, se describe con un sistema de n + 1 desigualdades lineales:
{\displaystyle {\begin{matrix}0\leq x_{1}\\\vdots \\0\leq x_{n}\\\sum \limits _{k=1}^{n}x_{k}\leq 1\end{matrix}}}
El reemplazo de todos los signos "≤" por "<" permite obtener los interiores de estos politopos.

## Propiedades topológicas
La estructura topológica de Rn (llamada topología estándar, topología euclídea o topología habitual) se puede obtener no solo del producto cartesiano. Es también idéntica a la topología natural inducida por la métrica Euclídea ya descrita: un conjunto es abierto en la topología euclídea si y solo si contiene una bola alrededor de cada uno de sus puntos. Además, Rn es un espacio vectorial topológico, y solo hay una posible topología compatible (no trivial) con su estructura lineal. Como hay muchas aplicaciones lineales abiertas desde Rn sobre sí mismo que no son isometrías, puede haber muchas estructuras euclídeas en Rn que corresponden a la misma topología. En realidad, no depende mucho ni siquiera de la estructura lineal: hay muchos difeomorfismos no lineales (y otros homeomorfismos) de Rn sobre sí mismo, o sus partes, como una bola abierta euclidiana o el interior de un hipercubo).
Rn tiene la dimensión topológica n.
Un resultado importante en la topología de Rn, que está lejos de ser superficial, es la invarianza del dominio de Brouwer. Cualquier subconjunto de Rn (con su topología traza) que sea homeomórfico a otro subconjunto abierto de Rn es en sí mismo abierto. Una consecuencia inmediata de esto es que Rm no es homeomórfico a Rn si m ≠ n - un resultado intuitivamente "obvio" que, no obstante, es difícil de demostrar.
A pesar de la diferencia en la dimensión topológica, y contrariamente a una percepción ingenua, es posible aplicar un espacio real de menor dimensión de forma continua y sobreyectivamente sobre Rn. Es posible generar una curva de llenado del espacio continua (aunque no suave), imagen de R1.

## Ejemplos
|    |
| R1 |

### n≤ 1
Los casos de 0 ≤ n ≤ 1 no ofrecen nada nuevo: R1 es la recta real, mientras que R0 (el espacio que contiene el vector columna vacío) es un conjunto unitario, entendido como el espacio vector cero. Sin embargo, es útil incluirlos como casos triviales de teorías que describen diferentes n.

### n = 2

Tanto el hipercubo como el politopo cruzado en R^{2} son cuadrados, pero las coordenadas de los vértices se organizan de manera diferente

### n = 3

El cubo (el hipercubo) y el octaedro (el politopo cruzado) de R^{3}. No se muestran las coordenadas

### n= 4
R4 se puede imaginar usando el hecho de que 16 puntos (x1, x2, x3, x4), donde cada xk es 0 o 1, son vértices de un teseracto (en la imagen), el 4-hipercubo (véase arriba).

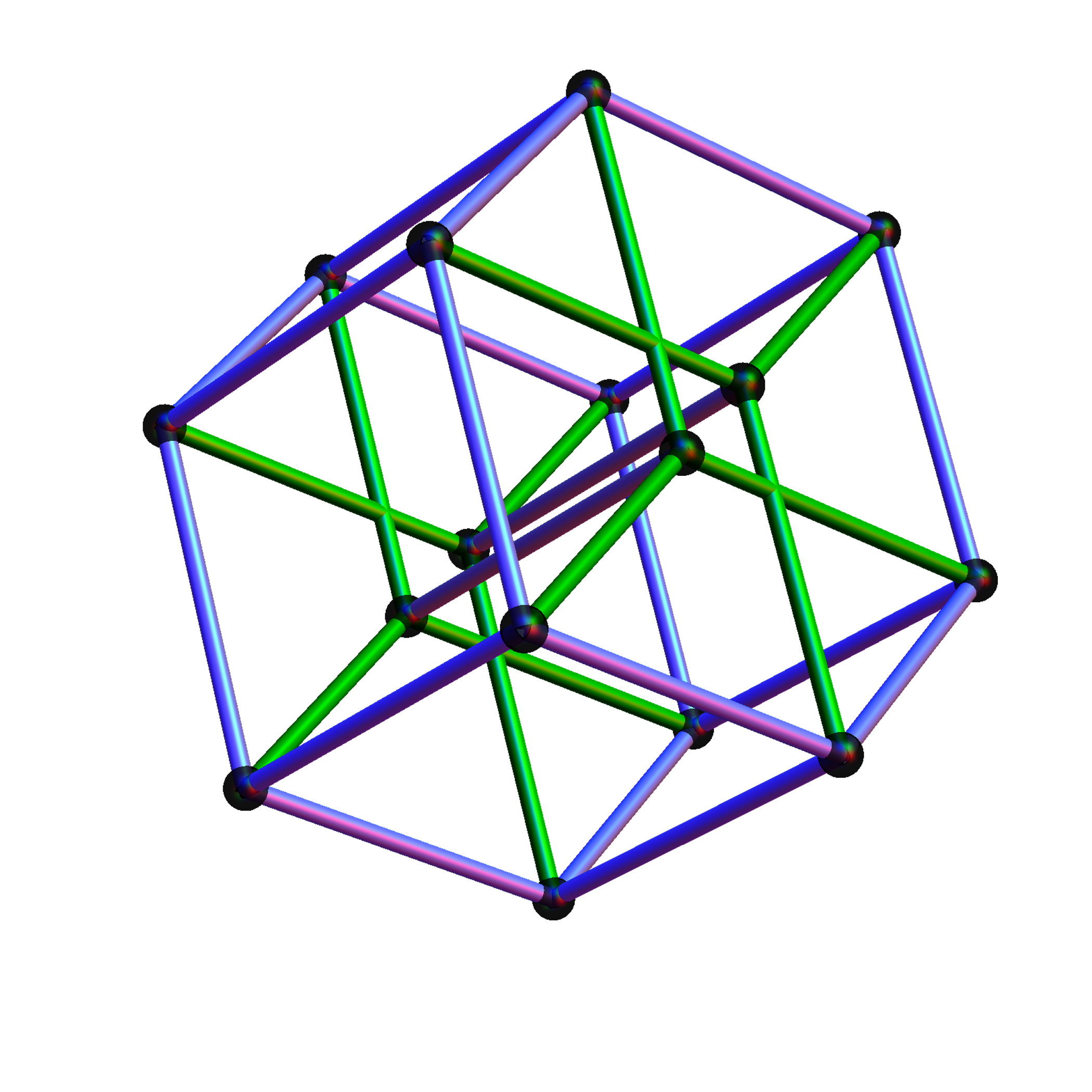

El primer uso importante de R4 es un modelo espacio-tiempo: tres coordenadas espaciales más una temporal. Esto generalmente se asocia con la teoría de la relatividad, aunque se usaron cuatro dimensiones para tales modelos desde Galileo. Sin embargo, la elección de la teoría conduce a una estructura diferente: en la invariancia galileana, la coordenada t es privilegiada, pero en la relatividad de Einstein no lo es. La relatividad especial se establece en el espacio-tiempo de Minkowski, y usa espacios curvos, que se pueden considerar como R4 con una métrica curvada para la mayoría de los propósitos prácticos. Ninguna de estas estructuras proporciona una métrica (definida positiva) en R4.
El espacio euclídeo R4 también atrae la atención de los matemáticos, por ejemplo, debido a su relación con los cuaterniones, un álgebra real sobre 4 dimensiones. Consúltese rotaciones en el espacio euclídeo 4-dimensional para obtener más información.
En geometría diferencial, n = 4 es el único caso en el que Rn admite una estructura diferencial no estándar (consúltese R4 exótico).

## Normas sobreRn
Se podrían definir muchas normas sobre el espacio vectorial Rn. Algunos ejemplos comunes son
- Los espacios Lp, definidos por {\textstyle \|\mathbf {x} \|_{p}:={\sqrt[{p}]{\sum _{i=1}^{n}|x_{i}|^{p}}}} para todo {\displaystyle \mathbf {x} \in \mathbb {R} ^{n}} donde {\displaystyle p} es un número entero positivo. El caso {\displaystyle p=2} es muy importante, porque es exactamente el espacio euclídeo.
- La norma {\displaystyle \infty } o norma del supremo, definida por {\displaystyle \|\mathbf {x} \|_{\infty }:=\max\{x_{1},\dots ,x_{n}\}} para todos los {\displaystyle {\textbf {x}}\in } Rn. Este es el límite de todos los espacios Lp: {\textstyle \|\mathbf {x} \|_{\infty }=\lim _{p\to \infty }{\sqrt[{p}]{\sum _{i=1}^{n}|x_{i}|^{p}}}}.

Un resultado realmente sorprendente y útil es que cada norma definida en Rn es equivalente. Esto significa que para dos normas arbitrarias {\displaystyle \|\cdot \|} y {\displaystyle \|\cdot \|'} en Rn siempre se pueden encontrar números reales positivos {\displaystyle \alpha ,\beta >0}, tales que
{\displaystyle \alpha \cdot \|\mathbf {x} \|\leq \|\mathbf {x} \|'\leq \beta \cdot \|\mathbf {x} \|} for all {\displaystyle {\textbf {x}}\in \mathbb {R} ^{n}}.
Esto define una relación de equivalencia en el conjunto de todas las normas en Rn. Con este resultado se puede comprobar que una secuencia de vectores en Rn converge con {\displaystyle \|\cdot \|} si y solo si converge con {\displaystyle \|\cdot \|'}.
Aquí hay un bosquejo de cómo se vería una prueba de este resultado:
Debido a la relación de equivalencia es suficiente demostrar que todas las normas en Rn son equivalentes a la norma euclídea {\displaystyle \|\cdot \|_{2}}. Sea {\displaystyle \|\cdot \|} una norma arbitraria en Rn. La prueba se divide en dos pasos:
- Se demuestra que existe un {\displaystyle \beta >0}, tal que {\displaystyle \|\mathbf {x} \|\leq \beta \cdot \|\mathbf {x} \|_{2}} para todo {\displaystyle {\textbf {x}}\in \mathbb {R} ^{n}}. En este paso, se utiliza el hecho de que cada {\displaystyle {\textbf {x}}=(x_{1},\dots ,x_{n})\in \mathbb {R} ^{n}} se puede representar como una combinación lineal de la base estándar: {\textstyle \mathbf {x} =\sum _{i=1}^{n}e_{i}\cdot x_{i}}. Entonces, según la desigualdad de Cauchy-Bunyakovsky-Schwarz {\displaystyle \|\mathbf {x} \|=\left\|\sum _{i=1}^{n}e_{i}\cdot x_{i}\right\|\leq \sum _{i=1}^{n}\|e_{i}\|\cdot |x_{i}|\leq {\sqrt {\sum _{i=1}^{n}\|e_{i}\|^{2}}}\cdot {\sqrt {\sum _{i=1}^{n}|x_{i}|^{2}}}=\beta \cdot \|\mathbf {x} \|_{2}}, donde {\displaystyle \beta :={\sqrt {\sum _{i=1}^{n}\|e_{i}\|^{2}}}}.
- Ahora se tiene que encontrar un {\displaystyle \alpha >0}, tal que {\displaystyle \alpha \cdot \|\mathbf {x} \|_{2}\leq \|\mathbf {x} \|} para todo {\displaystyle {\textbf {x}}\in \mathbb {R} ^{n}}. Supóngase que no existe tal {\displaystyle \alpha }. Entonces existe para cada {\displaystyle k\in \mathbb {N} } un {\displaystyle \mathbf {x} _{k}\in \mathbb {R} ^{n}}, tal que {\displaystyle \|\mathbf {x} _{k}\|_{2}>k\cdot \|\mathbf {x} _{k}\|}. Defínase una segunda secuencia {\displaystyle ({\tilde {\textbf {x}}}_{k})_{k\in \mathbb {N} }} por {\textstyle {\tilde {\mathbf {x} }}_{k}:={\frac {\mathbf {x} _{k}}{\|\mathbf {x} _{k}\|_{2}}}}. Esta secuencia está limitada porque {\displaystyle \|{\tilde {\mathbf {x} }}_{k}\|_{2}=1}. Entonces, debido al teorema de Bolzano-Weierstrass, existe una subsecuencia convergente {\displaystyle ({\tilde {\textbf {x}}}_{k_{j}})_{j\in \mathbb {N} }} con límite {\displaystyle {\textbf {a}}\in } Rn. Ahora se demuestra que {\displaystyle \|\mathbf {a} \|_{2}=1} pero {\displaystyle {\textbf {a}}={\textbf {0}}}, lo cual es una contradicción. Es {\displaystyle \|\mathbf {a} \|\leq \left\|\mathbf {a} -{\tilde {\mathbf {x} }}_{k_{j}}\right\|+\left\|{\tilde {\mathbf {x} }}_{k_{j}}\right\|\leq \beta \cdot \left\|\mathbf {a} -{\tilde {\mathbf {x} }}_{k_{j}}\right\|_{2}+{\frac {\|\mathbf {x} _{k_{j}}\|}{\|\mathbf {x} _{k_{j}}\|_{2}}}\ {\overset {j\to \infty }{\to }}\ 0}, porque {\displaystyle \|\mathbf {a} -{\tilde {\mathbf {x} }}_{k_{j}}\|\to 0} y {\displaystyle 0\leq {\frac {\|\mathbf {x} _{k_{j}}\|}{\|\mathbf {x} _{k_{j}}\|_{2}}}<{\frac {1}{k_{j}}}}, entonces {\displaystyle {\frac {\|{\textbf {x}}_{k_{j}}\|}{\|\mathbf {x} _{k_{j}}\|_{2}}}\to 0}. Esto implica que {\displaystyle \|\mathbf {a} \|=0}, entonces {\displaystyle {\textbf {a}}={\textbf {0}}}. Por otro lado {\displaystyle \|\mathbf {a} \|_{2}=1}, porque {\displaystyle \|\mathbf {a} \|_{2}=\left\|\lim _{j\to \infty }{\tilde {\textbf {x}}}_{k_{j}}\right\|_{2}=\lim _{j\to \infty }\left\|{\tilde {\textbf {x}}}_{k_{j}}\right\|_{2}=1}. Esto nunca puede ser cierto, por lo que la suposición era falsa y existe tal {\displaystyle \alpha >0}.